# Dinarthrum brunnea
Dinarthrum brunnea är en nattsländeart som beskrevs av Georg Ulmer 1905. Dinarthrum brunnea ingår i släktet Dinarthrum och familjen kantrörsnattsländor. Inga underarter finns listade i Catalogue of Life.